# Disturbed
Disturbed est un groupe américain de metal alternatif, originaire de Chicago, dans l'Illinois. Il est formé en 1994 par Dan Donegan, Steve « Fuzz » Kmak, Mike Wengren et David Draiman.
À l'origine, Disturbed se consacre à un style orienté metal alternatif et nu metal, dans la veine de Korn, Faith No More, et Deftones, avant de se consacrer uniquement au metal alternatif. Le groupe publie son premier album studio, The Sickness, qui atteint rapidement la popularité avec 500 000 exemplaires vendus cinq mois après sa sortie, et est certifié, en 2008, quadruple-disque de platine aux États-Unis, avec quatre millions d'exemplaires vendus. Leur deuxième album, Believe, est publié en 2002, et atteint la première place du Billboard 200.
Durant son existence, le groupe compte plus de 14 millions d'exemplaires vendus à travers le monde, et devient ainsi l'un des groupes les plus populaires de la scène heavy metal. En 2009, le groupe est nommé d'un Grammy Award dans la catégorie de « meilleure interprétation de hard rock » pour la chanson Inside the Fire,. Le groupe prend, en juillet 2011, une pause d’une durée indéfinie, avant de sortir de nouveau des albums à partir de 2015.

## Historique

### Débuts (1994–1996)
Avant l'arrivée de David Draiman au sein de Disturbed, la formation se composait du chanteur Erich Awalt, du guitariste Dan Donegan, du batteur Mike Wengren et du bassiste Steve « Fuzz » Kmak. Le groupe s'appelait à l'époque Brawl. Dan Donegan explique cependant dans le DVD du groupe, Decade of Disturbed, qu'ils devaient à l'origine s'appeler Crawl ; ils changeront en Brawl, car un autre groupe utilisait déjà ce nom. Awalt quitte le groupe peu après l'enregistrement de leur première démo ; les trois autres membres lancent une annonce pour recruter un nouveau chanteur, dans un journal local appelé Illinois Entertainer. Draiman répond à l'annonce après avoir auditionné au moins 20 fois dans le même mois. Concernant Draiman, le guitariste Dan Donegan commente : « Vous savez, sur tous les chanteurs à qui on a parlé et auditionné, il [Draiman] était le seul chanteur prêt à tout donner. Et ça m'a impressionné, rien que ça. » Draiman se joint au groupe en 1996, qui se renomme à cette période Disturbed. Dans une interview, Draiman explique concernant le nom du groupe : « Cela fait des années que je voulais nommer un groupe comme ça. Ça symbolise ce qu'on ressentait tous à cette époque [la démence]... »

### The Sickness(1997–2000)
Après avoir changé de nom, Disturbed enregistre trois nouvelles démos, la première comprenant The Game, Down with the Sickness, et Meaning of Life, et la deuxième comprenant Want, Stupify, et Droppin' Plates. La couverture montre la nouvelle mascotte du groupe, The Guy. Le groupe signe au label Giant Records. En 2000, Disturbed publie son premier album, intitulé The Sickness, qui propulsera le groupe dans la popularité.L'album atteint la 20e place du Billboard 200, et comptera plus de quatre millions d'exemplaires vendus aux États-Unis. Pour promouvoir l'album, le groupe donne un concert à La Boule Noire de Paris le 18 novembre 2000, suivi d'une apparition dans l'émission Nulle Part Ailleurs sur Canal+. Avant de se joindre à la tournée de 2001 de Marilyn Manson, le bassiste Steve Kmak se retrouve dans l'incapacité de jouer à cause d'une blessure à la cheville, causée en tombant d'un escalier de secours du local de répétition du groupe à Chicago, qu'il avait emprunté pour contourner l'ascenseur alors utilisé pour descendre leur équipement. Kmak ne joue pas à la tournée, mais joue avec le groupe les 11 et 12 janvier 2001 à Chicago. À la tournée européenne, Marty O'Brien remplace Kmak jusqu'à ce qu'il puisse être apte à jouer.

### Believe(2001–2003)
En février 2001, il est annoncé que le groupe a repris la chanson Midlife Crisis pour un album-tribute à Faith No More ; cependant, la reprise ne sera pas incluse dans l'album, mais une version réenregistrée apparaîtra dans la compilation The Lost Children. En septembre 2001, la production de leur deuxième album est lancée. Le 4 juin 2002, Disturbed publie un DVD documentaire du groupe intitulé M.O.L., qui comprend des vidéos en studio et dans les tournées, accompagnées de clips vidéo. Le 17 septembre 2002, Disturbed publie son deuxième album, intitulé Believe, qui atteint la première place du Billboard 200,. Le clip du premier single extrait de l'album, intitulé Prayer, est diffusé sur la plupart des chaînes de télévision américaines, et a quelques ressemblances avec les attaques du 11 septembre 2001. David Draiman enregistre les parties vocales de la chanson Forsaken, écrite et produite par Jonathan Davis du groupe Korn, publiée comme bande-son du film La Reine des damnés.
En 2003, le groupe participe une nouvelle fois à l'Ozzfest et à quelques-unes de leurs propres tournées, intitulée Music as a Weapon II. Les groupes Chevelle, Taproot, et Unloco les accompagnent. Pendant la tournée, Disturbed joue une chanson inédite intitulée Dehumanized. Après avoir achevé la tournée Music as a Weapon II, Steve Kmak est renvoyé du groupe à cause de divergences personnelles. Il est remplacé par John Moyer,, désormais leur nouveau bassiste. Pendant la nuit durant laquelle Moyer devient le nouveau bassiste du groupe, Disturbed se produit au House of Blues et y joue deux nouvelles chansons, Hell et Monster, toutes les deux en face B du troisième album, Ten Thousand Fists.

### Ten Thousand Fists(2004–2006)

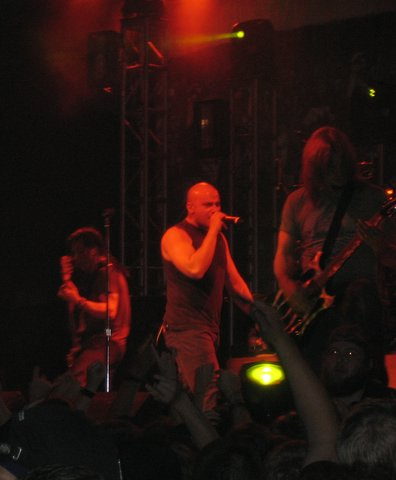
Disturbed sur scène en 2005.

Le troisième album de Disturbed, Ten Thousand Fists, est publié le 20 septembre 2005. L'album débute à la première place du Billboard 200, avec près de 238 000 exemplaires vendus une semaine après sa sortie. L'album est certifié disque de platine, avec un million d'exemplaires vendus aux États-Unis le 5 janvier 2006. Le groupe tourne avec 10 Years et Ill Niño en soutien à l'album. Disturbed est en tête d'affiche de l'Ozzfest 2006 aux côtés de System of a Down, Lacuna Coil, DragonForce, Avenged Sevenfold, et Hatebreed.
Lors d'une interview avec Launch Radio Networks, David Draiman, chanteur du groupe, annonce vingt chansons pour leur prochain album, mais seulement 14 y seront incluses. Les chansons restantes sont Hell, qui est incluse avec le single Stricken ; Monster, qui est publiée sur iTunes comme chanson bonus à Ten Thousand Fists, puis incluse dans la Tour Edition de Ten Thousand Fists ; Two Worlds, qui est aussi incluse sur la Tour Edition de Ten Thousand Fists ; et Sickened, incluse sur le single Land of Confusion. Ten Thousand Fists est le premier album publié par Disturbed à inclure des morceaux de guitare solo.
En 2006, une tournée européenne est programmée mais annulée car Draiman souffrait de reflux gastriques qui influaient sur sa voix,. Plus tard cette année, Draiman doit se faire opérer. L'opération est un succès, et Draiman limitera sa consommation d'alcool. À la fin de 2006, Disturbed joue une autre de ses tournées Music as a Weapon III ; les groupes Flyleaf, Stone Sour et Nonpoint les accompagnent. Disturbed achève la première partie de sa tournée Music as a Weapon III fin 2006. Peu après, Draiman explique qu'il n'y aura pas de deuxième partie et qu'à la place, le groupe se lancera dans l'enregistrement de son quatrième album.

### Indestructible(2007–2009)

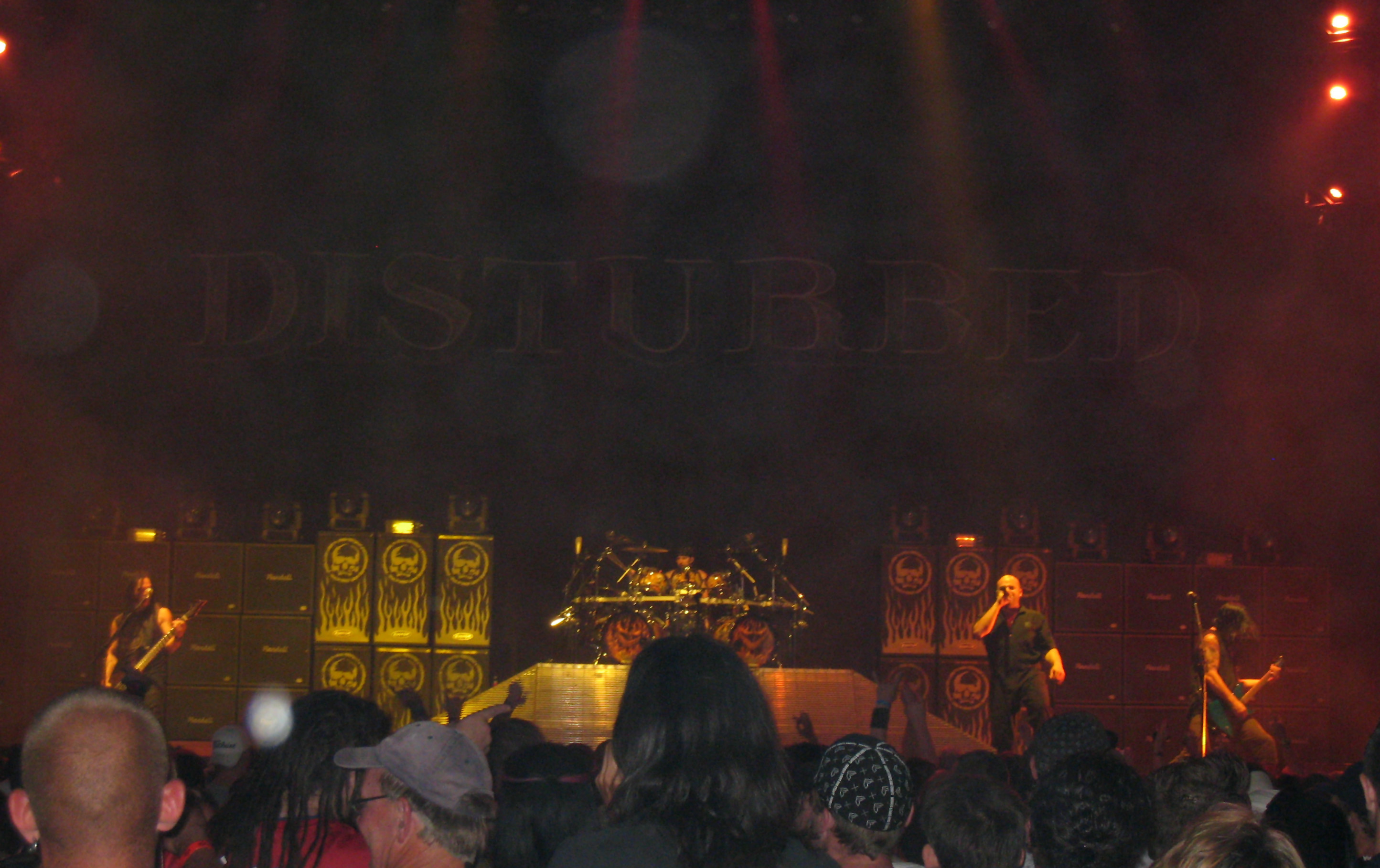
Disturbed au Mayhem Festival à Dallas, Texas, en 2008.

En juillet 2007, une nouvelle chanson intitulée This Moment est publiée dans la bande-son du film Transformers. Disturbed mixe son quatrième album, intitulé Indestructible à Los Angeles à la fin de 2007. Dans une interview, David Draiman révèle qu'ils vont enregistrer quinze chansons, mais que seulement 12 figureront sur l'album.
Le premier single issu de Indestructible, Inside the Fire, est publié sur le web le 25 mars 2008. Le groupe tourne aux États-Unis entre avril et mai 2008 avec les groupes Five Finger Death Punch et Art of Dying. La vidéo pour Inside the Fire est diffusée le 2 mai 2008 sur le site web officiel du groupe. Disturbed publie une chanson gratuite intitulée Perfect Insanity sur l'iTunes Store comme second single le 6 mai 2008, et l'album Indestructible est disponible en précommande le 8 juin 2008. Indestructible sort le 6 juin 2008 aux États-Unis et le 7 juin 2008 en Australie. Une édition limitée spéciale Internet Only qui comprend la chanson Run, un DVD making-of, un poster, et autres, est publiée. Disturbed joue son tout premier concert en ligne le 29 mai 2008. Le concert est sponsorisé par Pepsi et Deep Rock Drive. Ils jouent à Las Vegas. Le groupe tourne en soutien au Mayhem Festival avec Slipknot, DragonForce et Mastodon en été 2008. Disturbed tourne également en Australie et en Nouvelle-Zélande entre août et septembre 2008.
En mai 2008, Harmonix, les développeurs du jeu vidéo Rock Band, annonce un contrat avec Disturbed et Best Buy pour l'achat de Indestructible inclus dans Rock Band. Le 3 juin 2008, Harmonix publie trois chansons issues de Indestructible : Indestructible, Inside the Fire et Perfect Insanity. Le 12 mai 2009, Harmonix publie Stricken et Stupify sur le store de Rock Band. Le 30 septembre 2008, le groupe publie un album live spécialement sur iTunes intitulé Live and Indestructible, qui comprend des chansons de Deep Rock Drive, et le clip de Indestructible. Le groupe tourne en Europe, commençant à Londres en octobre 2008, puis en terminant à Helsinki en novembre 2008. En novembre et décembre 2008, Disturbed tourne aux États-Unis. La chanson Inside the Fire est nommée pour un Grammy Award dans la catégorie « meilleure performance hard rock ».
En mars 2009, Disturbed publie un clip du single The Night. Le groupe se lance dans sa tournée Music as a Weapon IV en mars 2009 qu'ils terminent en mai. Ils jouent avec Killswitch Engage, Lacuna Coil et Chimaira. Le groupe publie une deuxième reprise de la chanson Midlife Crisis de Faith No More sur l'album Covered, A Revolution in Sound, auquel participent également Mastodon, The Used et Avenged Sevenfold.

### Asylum,The Lost Childrenet pause (2010–2011)
En juillet 2009, avec FaceCulture, Draiman annonce un nouveau DVD documentant les dix dernières années du groupe. Il annonce également un cinquième album. Quelques mois plus tard, le 23 mars 2010, le groupe réédite son premier album, The Sickness, accompagné des chansons en face-B God of the Mind et A Welcome Burden, d'une nouvelle couverture, et d'un re mastering. Il est aussi édité en format vinyle. Le 26 février 2010, Harmonix annonce un second pack téléchargeable de Disturbed sur le store de Rock Band, comprenant les versions remasterisées de Voices, The Game, et Meaning of Life.
Le 8 février 2010, le groupe est annoncé en studio à Chicago, dans l'Illinois, pour l'enregistrement de son cinquième album, prévu pour 2010. Le guitariste Dan Donegan explique qu'ils ont déjà écrit 15 à 18 chansons. Le titre de l'album est ensuite révélé : Asylum. Le groupe enregistre une reprise de la chanson Living After Midnight du groupe de heavy metal Judas Priest pour l'album Metal Hammer Presents... Tribute to British Steel. Le 20 avril 2010, Disturbed annonce avoir terminé l'album, et qu'il était prêt à être mixé à Los Angeles, en Californie. Comme pour leur précédent album Indestructible, Disturbed annonce que Asylum est autoproduit. La sortie de Asylum est annoncée pour le 30 août 2010. Le 9 juillet 2010, la liste des pistes est révélée sur le site web du groupe. Asylum débute premier du Billboard 200. Asylum est le quatrième album consécutif du groupe à atteindre le top des classements, un statut déjà atteint par Metallica et Dave Matthews Band.
Disturbed participe à la tournée annuelle du Rockstar Energy Drink Uproar avec Avenged Sevenfold, Stone Sour, Hellyeah et Halestorm, en été 2010. Puis, en octobre 2010, le groupe rapporte que David Draiman a été diagnostiqué d'un grave problème à la gorge, et que la tournée américaine du groupe est annulée. En fin d'année, Disturbed annonce les préparatifs de la tournée Music as a Weapon V en 2011, avec Korn, Sevendust, In This Moment et Stillwell. En janvier 2011, Disturbed est annoncé en tête d'affiche du Mayhem Festival, avec Godsmack en Megadeth, en été 2011. En février 2011, Disturbed est annoncé au Download Festival. Disturbed annonce qu'ils tourneront au festival Rock on the Range de Columbus, dans l'Ohio.

### Autres projets (2012–2014)
Le 8 février 2012, John Moyer est annoncé comme bassiste dans le supergroupe Adrenaline Mob. John fait ses débuts sur scène avec le groupe le 12 mars, au Hiro Ballroom de New York. En mai 2012, Draiman annonce un nouveau projet musical de metal industriel appelé Device.

### Retour etImmortalized(2015)

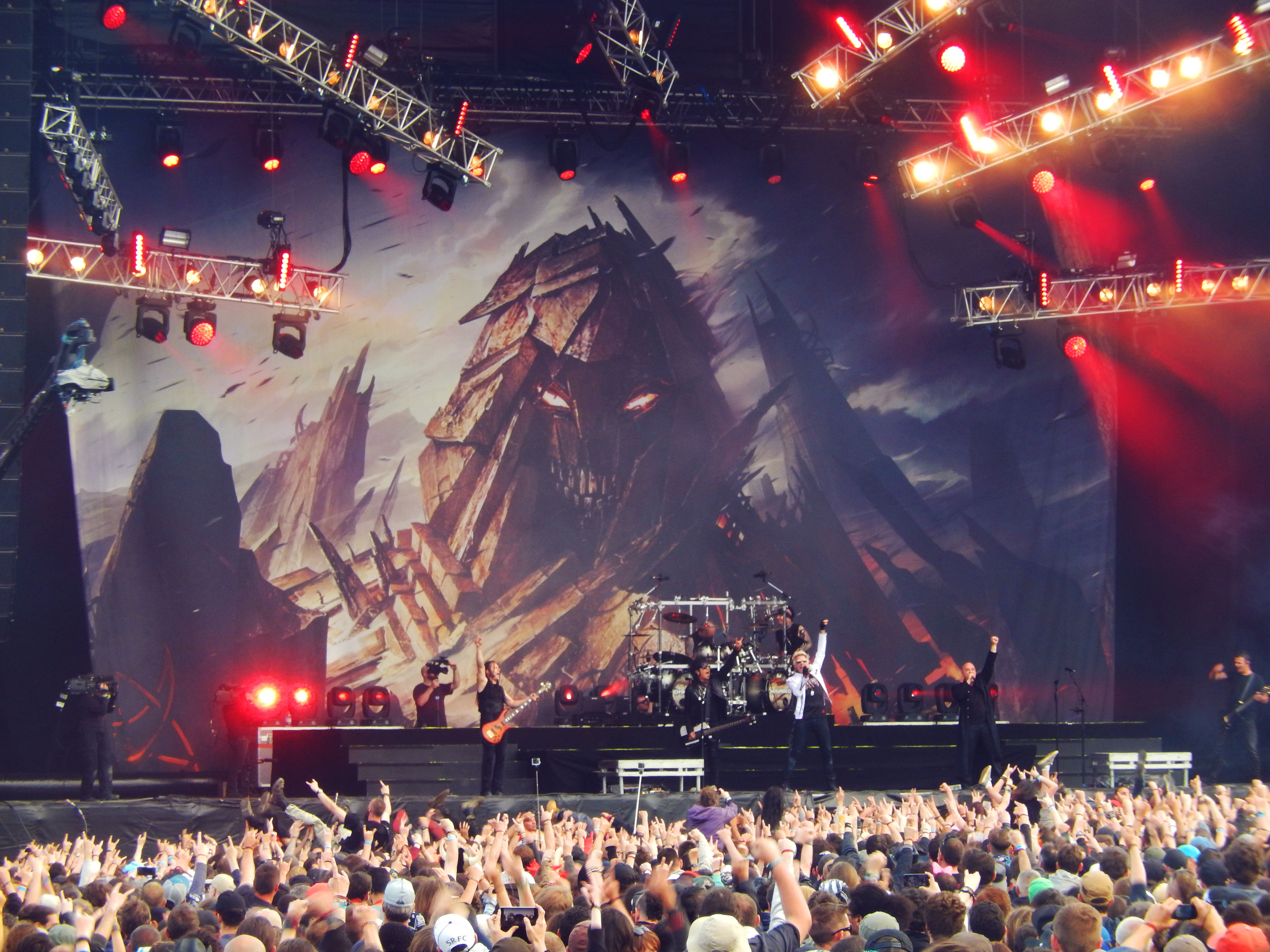
Disturbed accompagné de Sixx AM au Hellfest 2016

Le 20 juin 2015, quelques messages sur la page Facebook et sur le site web officiel du groupe laissent penser à une possible reformation. Le site montre un nouveau logo Disturbed, et une vidéo de leur mascotte, The Guy. Le 23 juin 2015, Disturbed annonce officiellement son retour, ainsi qu'un nouvel album intitulé Immortalized.
Disturbed publie une expérience de réalité virtuelle pour le morceau The Sound of Silence sur Littlstar. Le groupe publie un album live, intitulé Live at Red Rocks le 18 novembre 2016. Il joue The Sound of Silence dans un épisode de la version australienne de l'émission de télé-crochet The X Factor (en). Disturbed est annoncé en soutien à Avenged Sevenfold pendant leur tournée européenne entre février et mars 2017, aux côtés d'In Flames et de Chevelle.
Disturbed se met par la suite en pause après la sortie de Immortalized. Le groupe espère entrer en studio courant 2018 pour enregistrer un septième album. Le groupe sortira aussi un EP acoustique avant le nouvel album, qui est annoncé courant fin 2017.

### Evolution(2018)
Le 19 octobre 2018, Disturbed sort un nouvel album, intitulé Evolution, qui se compose de 10 titres. L'édition Deluxe comprend 4 titres supplémentaires dont une reprise live de The Sound of Silence, l'une des marques de fabrique du groupe, avec le chanteur Myles Kennedy.
Après la sortie de l'album, le groupe réalise une tournée mondiale en 2019.

### The Sound Of Silence (CYRIL remix)(2024)
En 2024, le DJ australien Cyril (Cyril Riley) remixe la reprise de The Sound of Silence faite par le groupe en 2015. Le remix devient viral tandis que la version non remixée 2015 connaît également un nouveau succès.

## Mascotte
La mascotte du groupe, nommée The Guy, était à l'origine le simple dessin d'un visage affichant un très large sourire, comme on peut le voir au dos de l'album The Sickness. Par la suite, ce dessin de The Guy a été édité à l'aide d'un programme de distorsion numérique et déformé trois fois, faisant de The Guy la mascotte officielle du groupe. Plus tard, il sera dessiné dans son intégralité par David Finch, dessinateur de comics canadien. Hormis pour l'album Believe, The Guy apparait sur la jaquette de tous les albums studio de Disturbed (au dos sur The Sickness, devant pour les autres) ainsi que sur la compilation The Lost Children et l'EP Live and Indestructible. Il est également présent dans le clip vidéo de Land of Confusion et de The Vengeful One où il apparaît comme le héros sauvant l'humanité de l'oppression des gouvernements et de leurs armées dans l'un et les sauvant de la suprématie (quasi dictature) des dirigeants des chaînes de télévisions dans l'autre.

## Prises de positions politiques
En 2010, la chanson Never Again est l'occasion pour le groupe de prendre position contre l'antisémitisme en évoquant une page personnelle de la vie familiale de David Draiman. La chanson a personnellement été écrite par David Draiman pour l'album Asylum. Le chanteur du groupe l'a composée en se basant sur son expérience propre du racisme, de l'antisémitisme en particulier, et sur l'histoire de sa famille comme il le confie aux journalistes de Voices on Antisemitism, le journal en ligne du musée/mémorial de la Shoah aux États-Unis. Draiman, qui est de confession juive a, en effet, très tôt été confronté à l'antisémitisme, ce qui l'a parfois conduit, lorsqu'il était enfant, à se battre dans la rue. Né dans une famille de rescapés du génocide de la Seconde Guerre mondiale, il a très tôt pris conscience du poids de l'histoire et de la nécessité de témoigner. Touché de près, puisque ses deux grands-parents maternels sont des survivants des camps, éduqué par les sombres récits de son grand-père qui était chargé de charrier les cadavres des morts gazés jusqu'au crématorium de Bergen-Belsen ou de sa grand-mère prisonnière à Auschwitz, la conscience politique de David Draiman s'est très vite constituée.
Plus tard, il a pris conscience de la méconnaissance totale de l'histoire dont faisaient preuve nombre de ses contemporains. C'est ce qui l'a incité à écrire cette chanson notamment lorsqu'il s'est aperçu que les discours antisémites et révisionnistes revenaient à l'ordre du jour : « Je regarde ma grand-mère [dit-il aux journalistes de Voices on Antisémitism], qui a encore le tatouage sur son avant-bras gauche, et je me rends compte que seule cette génération, la dernière génération de gens qui vivent, qui peut dire : « Ce qui s'est réellement passé, pour moi, est sur le point d'être perdu ». Et je voulais juste faire quelque chose afin de faire prendre conscience aux gens que ce génocide est quelque chose qui était réel, quelque chose qui s'est passé, et il n'a pas seulement affecté le peuple juif, il a touché beaucoup de gens, et que c'est quelque chose qui ne doit pas être oublié. » David Draiman confie que les fans du groupe ont parfois été choqués, mais que dans l'ensemble la chanson a bien été reçue. Le groupe Disturbed, selon leurs fans, fait ainsi œuvre de transmission historique et montre que partout, sur tous les fronts, on peut porter un discours clair contre le racisme.
David Draiman a inscrit son nom sur une bombe. Il n'est qu'un sioniste.

## Membres

### Membres actuels
- Dan Donegan - guitare (1994-2011, depuis 2015)
- Mike Wengren - batterie (1994-2011, depuis 2015)
- David Draiman - chant (1997-2011, depuis 2015)
- John Moyer - basse (2003-2011, depuis 2015)

### Anciens membres
- Eric Awalt - chant (1994-1996)
- Steve Kmak - basse (1994-2003)

## Discographie

### Albums studio
- 2000 : The Sickness
- 2002 : Believe
- 2005 : Ten Thousand Fists
- 2008 : Indestructible
- 2010 : Asylum
- 2015 : Immortalized
- 2018 : Evolution
- 2022 : Divisive (en)

### Compilation
- 2011 : The Lost Children

### Albums live
- 2004 : Music as a Weapon II
- 2016 : Live at Red Rocks

### EP
- 2008 : Live and Indestructible

### Reprises
- Shout de Tears for Fears sur l'album The Sickness. Elle a été baptisée Shout 2000 pour cause de l'année de la reprise.
- Land Of Confusion de Genesis sur l'album Ten Thousand Fists
- Fade To Black de Metallica sur l'album Music as a Weapon II
- Midlife Crisis de Faith No More
- Walk de Pantera
- Living After Midnight de Judas Priest
- I Still Haven't Found What i'm Looking for de U2 sur l'album Asylum
- The Sound Of Silence de Simon & Garfunkel sur l'album Immortalized
- If I Ever Lose My Faith in You de Sting, partagée en vidéo sur Youtube

### Bandes-son
- La chanson Down With The Sickness apparaît dans le film The One de James Wong, le film La Reine des damnés de Michael Rymer ainsi que dans le film L'Armée des morts de Zack Snyder. Elle sert aussi de musique d'ambiance lors d'un épisode de la série d'animation South Park (S11 E01 Avec nos excuses à Jesse Jackson, entre la 18e et la 19e minute, lors du combat opposant Cartman et le Dr David Nelson). Elle apparaît également au début de l'épisode 9 de la saison 4 de la série Les Experts : Miami. Elle est aussi dans le 73e épisode de la chaîne Youtube Salut les Geeks. Les premières notes sont aussi audibles au début du film Hooligans. Elle apparaît également dans la saison 6 épisode 17(Taré) de Brooklyn Nine-Nine a 21minute 10seconde.
- La chanson Prayer apparaît dans le film La Maison de cire de Jaume Serra.
- La chanson This Moment apparaît dans le film Transformers de Michael Bay.
- La chanson  Glass Shatters a été composée pour le lutteur Stone Cold Steve Austin (célèbre lutteur de la WWE).
- La chanson Indestructible a été utilisée par la Ligue de Baseball américaine (Atlanta)
- La chanson The sound of silence a été utilisée dans le huitième épisode de la saison 5, intitulé Ian Garvey de The Blacklist

### Jeux vidéo
- La chanson Stricken apparaît dans le jeu vidéo Guitar Hero III: Legends of Rock et également dans le jeu vidéo PGR4 sur Xbox 360.
- Les chansons Down with the Sickness, Stricken, Stupify, Indestructible, Inside The Fire et Perfect Insanity apparaissent dans le jeu vidéo Rock Band. Perfect Insanity fait également partie de la bande son du jeu WWE SmackDown! vs Raw 2009.
- La chanson Decadence apparaît dans le jeu vidéo Need For Speed: Most Wanted.
- La chanson Intoxication de l'album Believe apparaît dans le jeu vidéo MTX Mototrax
- La chanson Guarded apparaît dans le jeu vidéo MX vs. ATV Extrême Limite.
- La chanson Indestructible apparaît dans le jeu vidéo Midnight Club : Los Angeles.
- La chanson Liberate apparaît dans le jeu vidéo Tony Hawk's Underground 2
- La chanson Inside The Fire apparaît dans le jeu vidéo Madden NFL 09.
- Le groupe devait signer la bande-son du jeu Duke Nukem Forever, jusqu'à ce que celui-ci soit annulé.
- La chanson Stricken de l'album Ten Thousand Fists apparaît dans les jeux vidéo Operation Flashpoint: Red River.
- La chanson Another Way To Die apparaît dans la bande-annonce du jeu Mortal Kombat.
- Les chansons Down with the sickness, Asylum et Voices sont disponibles en DLC sur les jeux Rocksmith et Rocksmith 2014
- La chanson The Sound Of Silence est la chanson dans la bande-annonce de Gears of Wars 4